# The Geisha
The Geisha è un cortometraggio muto del 1914 diretto da Raymond B. West e interpretato dal celebre Sessue Hayakawa e da sua moglie, l'attrice Tsuru Aoki.

## Produzione
Il film fu prodotto dalla Kay-Bee Pictures.

## Distribuzione
Distribuito dalla Mutual, il film - un cortometraggio di venti minuti - uscì nelle sale cinematografiche statunitensi il 10 aprile 1914.